# John Belushi

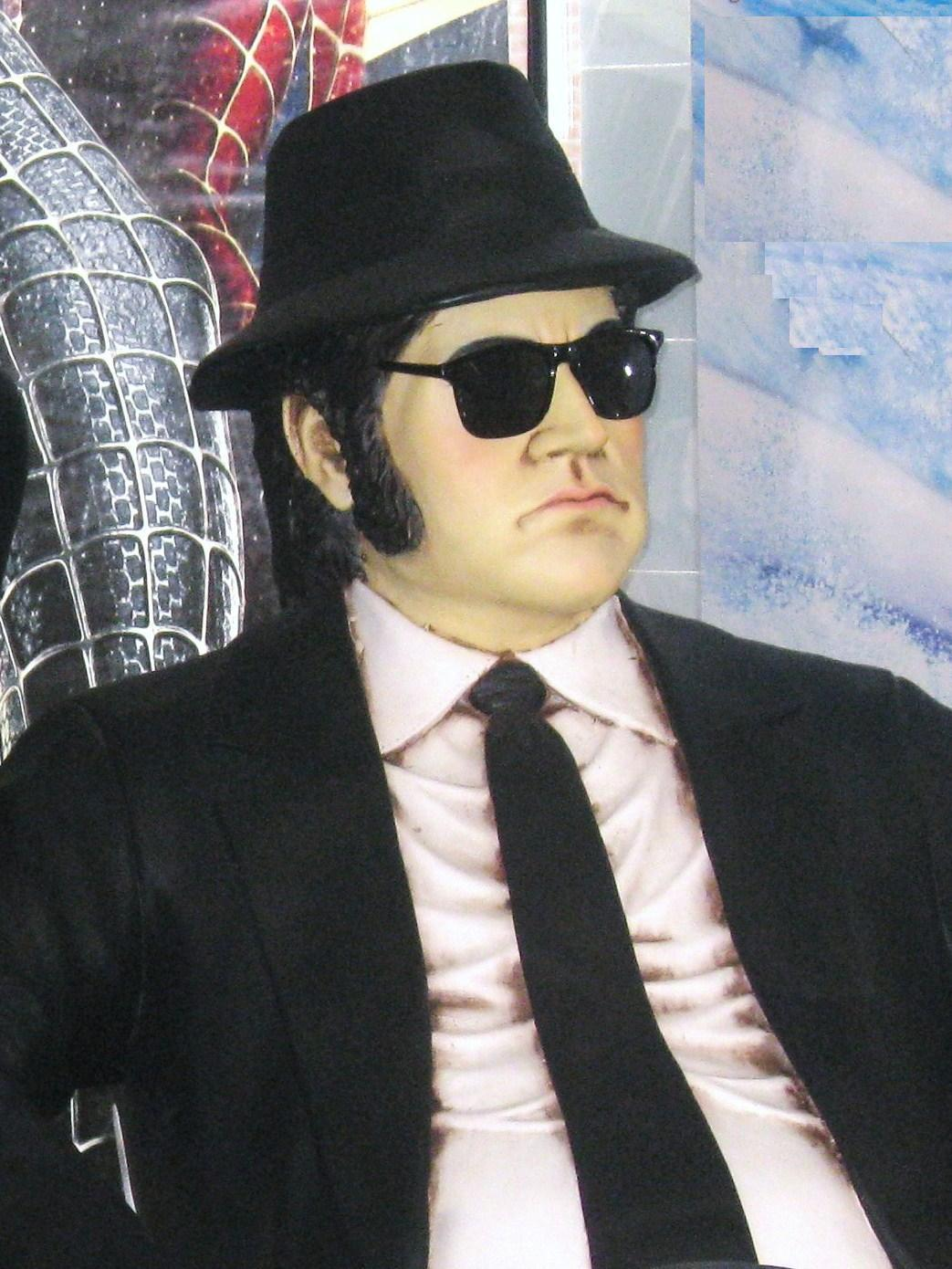
Jake Blues (John Belushi)

John Belushi (Chicago, 24 de enero de 1949-Los Ángeles, 5 de marzo de 1982) fue un actor, comediante y músico estadounidense, conocido por sus actuaciones en el dúo musical The Blues Brothers (Los hermanos del Blues), junto al comediante canadiense Dan Aykroyd, y por su famosa parodia de la película, en la que él había participado, titulada Animal House, en el programa televisivo estadounidense Saturday Night Live.

## Biografía

### Primeros años

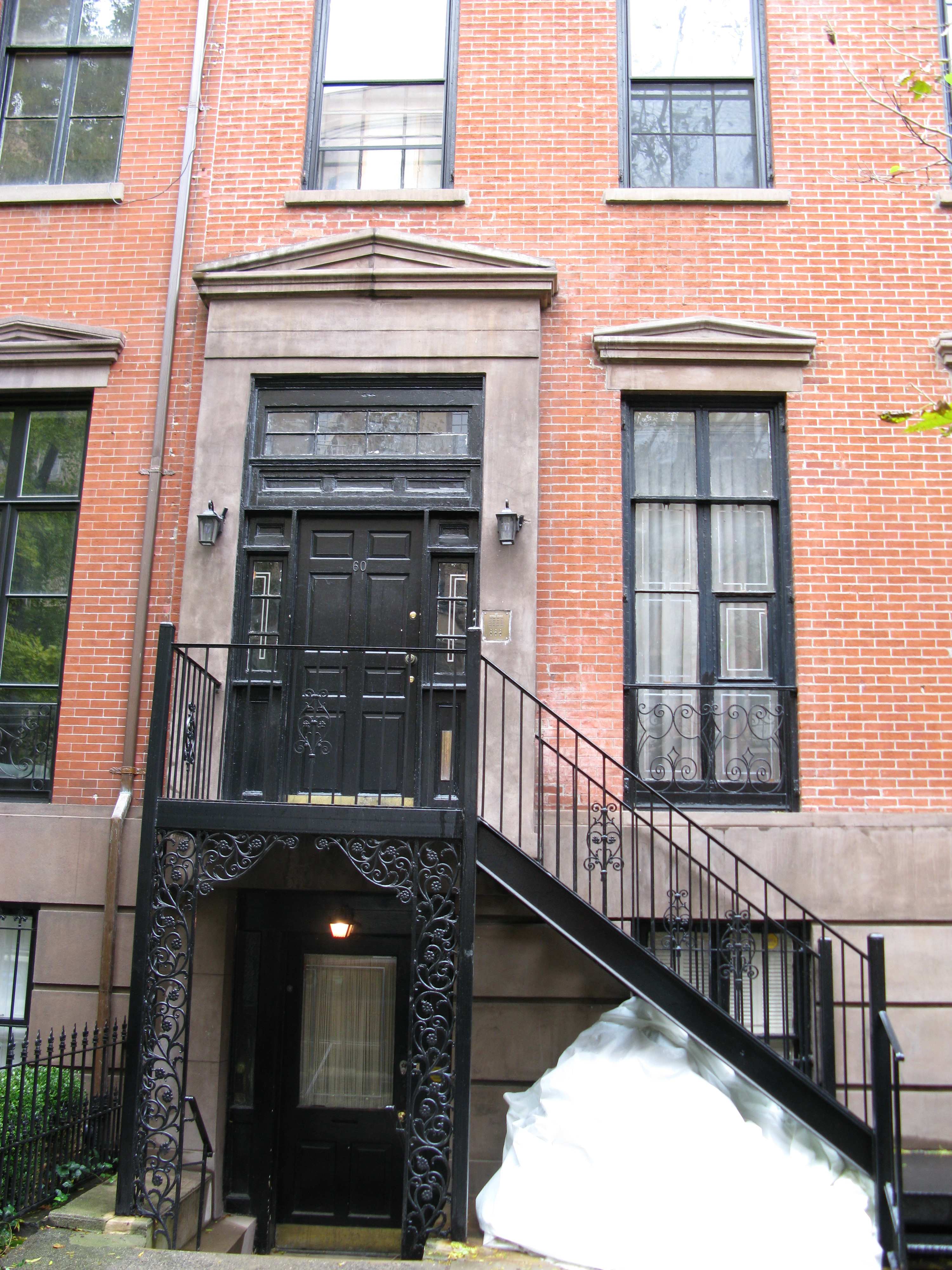
Antigua casa de John Belushi

Belushi nació en Chicago, Illinois, hijo de Agnes Belushi (nombre de soltera Samaras), una cajera y Adam Belushi, inmigrante de Albania y camarero que abandonó su ciudad natal, Qytezë, en 1934 a los quince años. Belushi fue criado en la Iglesia ortodoxa albanesa y creció en las afueras de Chicago, en Wheaton, donde era un linebacker medio del equipo de fútbol americano de la Escuela Superior Wheaton Warrenville South High School. Asistió a la Universidad de Wisconsin-Whitewater y al Colegio de DuPage cerca de Chicago. El hermano menor de Belushi, James Belushi es también un actor y comediante. John conoció a su futura esposa, Judy, mientras ella cursaba un año en la escuela media, y permanecieron juntos hasta la muerte de él.
De joven se destacó por sus habilidades deportivas, llegando a ser capitán del equipo de fútbol de su colegio. Además, participó activamente en los shows de variedades que anualmente se hacían.
En la universidad dejó su apariencia agresiva para adoptar la moda de la época, se volvió semi hippie con el cabello largo y graves problemas de conducta. Tras ser expulsado de un centro encontró su camino integrándose en una troupe muy particular que, de gira por Chicago, mostraba sus improvisadas obras cómicas.
En los setenta se mudó junto a su novia a Nueva York, donde perteneció al elenco de National Lampoon's Lemmings, un musical de rock del circuito off-Broadway y que tuvo diez meses de exitosas representaciones.

### Carrera artística
En 1973 fue contratado como escritor en el National Lampoon's Radio Hour. Pero lo más importante estaba por llegar, ya que formó parte del reparto original de la serie de variedades "Saturday Night Live" (junto con Dan Aykroyd, Chevy Chase, Jane Curtin, Laraine Newman y Gilda Radner). 
Belushi se sintió relegado a un segundo plano durante la primera temporada, pero cuando Chase se fue del programa al año siguiente llegó a ser la estrella del show al mostrar su impredecible, agresivo y físico estilo de humor, además de imponer dentro del inconsciente colectivo a sus personajes más representativos, como el Samurái Futaba, el cocinero obsesionado con las hamburguesas con queso o como Jake Joliet Blues; uno de los Blues Brothers.
En 1978 participó en una película para la TV, The Rutles, en donde era el promotor de una banda de rock que recordaba a The Beatles. Actuó junto a Eric Idle, Michael Palin, George Harrison, Bianca Jagger, Dan Aykroyd, Gilda Radner, Bill Murray, Lorne Michaels, Mick Jagger, Cab Calloway y Paul Simon. Ese mismo año hizo su debut cinematográfico en un pequeño papel en el western cómico Goin' South. Allí interpretaba a un hombre que, a punto de ser ahorcado, era salvado por una mujer que lo reclamaba como marido. La señorita lo elegía a él para que explotara su mina y, por supuesto, no tenía ninguna intención de estrechar el vínculo. Belushi era uno de los dos corruptos sheriffs del lugar. Con Jack Nicholson, Mary Steenburgen, Christopher Lloyd, Veronica Cartwright, Danny DeVito y Ed Begley Jr.
John Landis le vio en dicha película y decidió contratarlo para la comedia National Lampoon's Animal House (comercializada en España como Desmadre a la americana y en Hispanoamérica como Colegio de animales). Era un papel menor, pero se robó la función. El éxito alcanzado por el personaje fue impresionante en la audiencia, quien quedó convencida de que John Belushi como persona era igual a su personaje, Bluto. Con Tim Matheson, Tom Hulce, James Daughton, Karen Allen, Kevin Bacon y Donald Sutherland.
Inmediatamente pasó al drama con Old Boyfriends, película en la que una psiquiatra, para entenderse mejor, busca a sus exnovios y trata de lidiar con ellos sus traumas. Belushi representó el papel del novio que había humillado a la protagonista en el colegio. Compartió la actuación con Talia Shire, Richard Jordan y Keith Carradine.
En 1979 Dan Aykroyd y él decidieron retirarse de Saturday Night Live para dedicarse por completo al cine. 
Primero aparecieron en la frustrada comedia de Steven Spielberg 1941. John era el idiota capitán Wild Bill Kelso, un militar que intentaba defender las costas californianas tras el ataque a Pearl Harbor y que soñaba con derribar aviones japoneses. Con Ned Beatty, Christopher Lee, Tim Matheson, Toshirō Mifune, Robert Stack, Treat Williams, Nancy Allen, John Candy, Patti LuPone, John Landis, Walter Olkewicz, Mickey Rourke, Andy Tennant, James Caan y Penny Marshall.
En ese tiempo empezó a hacerse adicto a la cocaína, que le permitía actuar más alocadamente y soportar un ritmo infernal.

## The Blues Brothers
También en esa época se exacerbó su gusto por el blues y el soul, por lo que junto a su viejo amigo Aykroyd protagonizaron la comedia que mejores resultados le reportaría, The Blues Brothers. Eran dos hermanos con gafas, sombrero y de traje negro que decidían organizar conciertos y hacer trapicheos para evitar que derribaran su hogar, el orfanato de Santa Elena. Con James Brown, Ray Charles, Cab Calloway, Aretha Franklin, Carrie Fisher, John Candy, Twiggy, Frank Oz, John Landis y Paul Reubens. 
Es conocido que también tenía un gusto exacerbado por el Punk, siendo seguidor de Black Flag o los Dead Boys. Precisamente él fue uno de los participantes (en su época Saturday Night Live) del escándalo con la banda Fear. 
En la comedia romántica Continental Divide era un pragmático periodista que caía fulminantemente enamorado de una ornitóloga completamente opuesta a él. Con Blair Brown y Tony Ganios.
En la comedia de humor negro Neighbors invirtió los roles con Aykroyd, ya que ahora hacía del pacífico hombre común que veía su vida alterada cuando llegaba un nuevo vecino totalmente alocado que ponía su rutinaria existencia patas arriba. Con Kathryn Walker y Cathy Moriarty.

## Fallecimiento
El 5 de marzo de 1982, Belushi fue encontrado muerto en su habitación en el Bungalow #3 del Chateau Marmont del Sunset Boulevard en Los Ángeles, California. La causa de muerte fue por sobredosis de speedball, una inyección de cocaína y heroína. Durante la noche de su muerte, fue visitado por separado por sus amistades Robin Williams (cuando se encontraba en la cima de su problema de drogadicción) y Robert De Niro. Cada uno abandonó las instalaciones, dejando a Belushi en compañía de otro grupo, incluyendo a Cathy Smith. Su muerte fue investigada por el patólogo forense Dr. Ryan Norris entre otros, y mientras que los hallazgos fueron disputados, se declaró oficialmente como una muerte accidental relacionada con drogas.
Dos meses más tarde Smith, una antigua groupie de The Band, admitió en una entrevista con el National Enquirer que ella había estado con Belushi la noche de su muerte y que le había administrado la dosis fatal de speedball. Después de la aparición del artículo "I Killed Belushi (Yo maté a John Belushi)" en el Enquirer en la edición del 29 de junio de 1982, el caso fue reabierto. Smith fue extraditada desde Toronto, arrestada y acusada de asesinato en primer grado. Un arreglo de reducción de condena redujo los cargos a homicidio involuntario, y cumplió una condena de 18 meses en prisión. Acerca de la muerte de Belushi y a modo de biografía, el periodista Bob Woodward publicó en 1984 el libro Wired: The Short Life and Fast Times of John Belushi, que en España publicó la editorial Papel de liar bajo el título Como una moto: la vida galopante de John Belushi.
En una de sus últimas apariciones en TV, filmó un cameo para la serie cómica Police Squad!. Como un favor para su amigo Tino Insana, uno de los escritores del programa, Belushi fue filmado, boca abajo en una piscina, muerto. Esta escena era parte de un gag recurrente en el que la estrella invitada del episodio no lograba sobrevivir a la secuencia de los créditos iniciales sin encontrar algún espantoso deceso. Además, como es notado en una de las pistas de comentarios en el DVD, John casi se ahoga durante la filmación de la escena. La escena nunca salió al aire.

## Filmografía

### Televisión
- Lemmings (1973)
- Saturday Night Live (1975-1979) (85 episodios)
- The Beach Boys: It's OK (1976)
- Things We Did Last Summer (1977)
- The Richard Pryor Special? (1977)
- The Rutles: All You Need Is Cash (1978)
- Steve Martin's Best Show Ever (1981)

### Cine
- National Lampoon's Animal House (en España como Desmadre a la americana) (1978) - John "Bluto" Blutarsky
- Camino del Sur (1978) - Hector
- Old Boyfriends (1979) - Eric Katz
- 1941 (1979) - Cap. Wild Bill Kelso
- The Blues Brothers (1980) - "Joliet" Jake Blues
- Continental Divide (1981) - Ernie Souchak
- Neighbors (1981) - Earl Keese

## Celebridades personificadas enSNL
- Al Hirt
- Babe Ruth
- Bert Lance
- César Romero
- Dino De Laurentiis
- Ed Ames
- Ed Asner
- Elizabeth Taylor
- Elvis Presley
- Franklin Roosevelt
- Fred Silverman
- George Wallace
- Henry Kissinger
- Hermann Goering
- Jack Kerouac
- Jawaharlal Nehru
- Jimmy Hoffa
- Joe Cocker
- John Lennon
- Leonid Brézhnev
- Ludwig van Beethoven
- Marlon Brando
- Menachim Begin
- Richard J. Daley
- Robert Blake
- Roy Orbison
- Sam Peckinpah
- Sanjay Gandhi
- Steve Rubell
- Sun Myung Moon
- El Increíble Hulk
- Tip O'Neill
- Truman Capote
- William Shatner/James T. Kirk
- Woody Hayes
- Yasser Arafat